# Prades-Salars
Prades-Salars är en kommun i departementet Aveyron i regionen Occitanien i södra Frankrike. Kommunen ligger  i kantonen Pont-de-Salars som ligger i arrondissementet Rodez. År 2022 hade Prades-Salars 315 invånare.

## Befolkningsutveckling
Antalet invånare i kommunen Prades-Salars
Referens: INSEE